# Antonio Henares Sierra
Antonio Henares Sierra (Álora, 21 de noviembre de 1956) es un deportista español que compitió en baloncesto en silla de ruedas. Participó en cinco Juegos Paralímpicos de Verano entre los años 1980 y 1996, siendo en todos ellos máximo anotador.

## Trayectoria deportiva
- Ademi Málaga

Años: 1976-1987 / 1991-1993
Títulos conseguidos: 
12 títulos de liga: (10 consecutivas de 1978 a 1987 y 2 consecutivas años 1991-1992' y 1992-1993)
9 copas del rey (78'. 79'. 80'. 81' y 82', 85', 87'. 88', 91')
- Roma 12

Años: 1988-1990
Títulos conseguidos: 
1 título de liga (temporada 1988-1989)
- Melilla Baloncesto

Años: 1993-1994
Títulos conseguidos:
Campeón primera división (ascenso a División de Honor, máxima categoría)
- Fundosa ONCE

Años: 1994-2004
Títulos conseguidos: 
10 ligas (todas consecutivas 95', 96', 97', 98', 99', 00', 01, 02', 03', 04')
7 copas del rey (todas consecutivas 95', 96', 97', 98', 99', 00', 01)
1 Copa de Europa (temporada 96'-97')
1 Copa Intercontinental (1998)
- BSR Valladolid

Años: 2004-2009
- Hercesa Alcalá

Años: (2009-2011)
Títulos conseguidos: 
Campeón primera división (ascenso a División de Honor, máxima categoría)
- CB Marbella

Años: 2011-2012
- Clínicas Rincón Amivel

Años: 2012-2014
- Vistazul Dos Hermanas Sevilla

Años: 2016-2017

## Selección española
N.º de veces internacional: 257 (años 1977-2000 / 2004-2005)
Títulos conseguidos:
- Torneos Europeos:

Medalla de plata 1995
- Torneos Intercontinentales:

Campeón del mundo 1985
Medalla de bronce 1983
- Torneos Paralímpicos:

5 Juegos Paralímpicos (Arnhem 1980, Los Ángeles 1984, Seúl 1988, Barcelona 1992, Atlanta 1996) 
En todos ellos máximo encestador.
Mejor puesto en Atlanta 96' (4º puesto)

## Condecoraciones a título personal
- Medalla de Oro de la provincia de Málaga
- Medalla de Plata al Mérito Deportivo
- Pabellón Municipal de Deportes de Álora “Antonio Henares Sierra”
- Récord Guinnes tiros libres anotados en una hora (1.030)